# Церковь Рождества Богородицы (Котовский)
Церковь Рождества Богородицы (Рождество-Богородицкая церковь, церковь Рождества Пресвятой Богородицы) — бывший православный храм в станице Котовской Области Войска Донского, ныне хутор Котовский Волгоградской области.

## История
Первую деревянную церковь в станице начали строить в 1731 году. В 1821 году на средства прихожан обветшавшего деревянного начали строить каменный храм с каменной колокольней, крытые листовым железом и обнесённые деревянной оградой. Освящена церковь была в 1825 году. Престолов в ней два было два — во имя Рождества Пресвятой Богородицы и во имя святителя и Чудотворца Николая Мирликийского в приделе. При храме существовал причт, по состоянию на 1867 год в церкви служили два священника, один дьякон, два дьячка и два пономаря. Дома у священнослужителей были собственные, деревянные, на общественной земле. Храму принадлежала караулка для сторожей крытая железом.
Расстояние от церкви до консистории — 485 верст, до благочинного — 7 верст. Ближайшие к станичному Рождество-Богородицкому храму: Покровская церковь в Урюпинской станице — в 6 верстах, а также Архангельская церковь в Добринской станице — в 7 верстах. Хутора прихода: Поповский, Крепкий, Котлобанский, Плешакова, Грачевский, Чулинский, Кардаильский, Новинский и Горский. При храме существовала женская церковная приходская школа, открытая в 1874 году.
После Октябрьской революции на дону началось целенаправленное уничтожение церквей. Последним священником храма был Афанасьев Михаил Иванович, убитый в результате Гражданской войны. В советское время пытались взорвать. После неудачных попыток приспособили его под зернохранилище. В течение следующих более 50 лет здание храма использовалось в качестве хранилища зерна и затем удобрений. В апреле 2001 года, по благословению Митрополита Волгоградского и Камышинского Германа в хутор Котовский на восстановление храма не был направлен иерей Стахий Климов. Был открыт молебный дом, а в 2010 году — библиотека.